# Max-Planck-Institut für Festkörperforschung
Das 1969 gegründete Max-Planck-Institut für Festkörperforschung (MPI-FKF) ist eine außeruniversitäre Forschungseinrichtung unter der Trägerschaft der Max-Planck-Gesellschaft (MPG) und befindet sich, zusammen mit dem Max-Planck-Institut für Intelligente Systeme (MPI-IS, bis März 2011 MPI für Metallforschung), in Stuttgart-Büsnau. Das Institut wurde 1969 auf Empfehlung des Wissenschaftsrats gegründet.

## Forschungsschwerpunkte
Das Max-Planck-Institut für Festkörperforschung (MPI-FKF) konzentriert sich auf die Erforschung der chemischen und physikalischen Eigenschaften von Festkörpern. Forschungsschwerpunkte sind komplexe Materialien sowie die Physik und Chemie auf der Nanometer-Längenskala. In beiden Bereichen sind Transportvorgänge von Elektronen und Ionen von besonderem Interesse.

## Abteilungen
Die Theorie-Abteilung Electronic Structure Theory (Ali Alavi) befasst sich mit der Entwicklung von Ab-initio-Methoden für die Anwendung auf korrelierte Elektronensysteme.
In der Abteilung Festkörper-Spektroskopie (Bernhard Keimer) werden Struktur und Dynamik hochkorrelierter elektronischer Materialien mithilfe von spektroskopischen Techniken und Streumethoden untersucht. Von besonderem Interesse ist dabei die Wechselwirkung zwischen Ladungs-, Orbital- und Spin-Freiheitsgraden in Übergangsmetalloxiden sowie der Mechanismus der Hochtemperatur-Supraleitung.
Nanowissenschaften und Nanotechnologie sind die zentralen Forschungsthemen der Abteilung Nanowissenschaften (Klaus Kern) mit dem „bottom-up“ Paradigma als Leitgedanke. Ziel der interdisziplinären Forschung an der Nahtstelle von Physik, Chemie und Biologie ist das Verständnis und die Kontrolle von Materie auf atomarer und molekularer Ebene.
In der Abteilung Nanochemie (Bettina Lotsch) werden moderne Verfahren der Nanochemie mit klassischen Methoden der Festkörpersynthese kombiniert, um neue Materialien mit vielfältigen Eigenschaftsprofilen zu entwickeln, darunter zweidimensionale Systeme und deren Heterostrukturen, hochporöse Materialien, und Festelektrolyte für Anwendungen in der (Photo)Katalyse, Sensorik, und in Feststoffbatterien. Im Zentrum steht die Entwicklung nachhaltiger Materiallösungen für die Energiekonversion und -speicherung, geleitet durch die Erkenntnisse der Grundlagenforschung.
Die Abteilung Physikalische Festkörperchemie (Joachim Maier) befasst sich mit der Physikalischen Chemie des Festkörpers, insbesondere mit Chemischer Thermodynamik, Transporteigenschaften und Chemischer Kinetik. Das Hauptanliegen gilt dabei der Ionenleitung und der Defektchemie.
Heterostrukturen von Übergangsmetalloxiden oder verwandten komplexen Materialien eröffnen Möglichkeiten zur Realisierung neuartiger Elektronensysteme. Aufgrund fundamentaler quantenmechanischer Effekte können diese Systeme Eigenschaften aufweisen, die sonst in der Natur nicht zu finden sind. Die Konzeption, das Wachstum und die Erforschung solcher Elektronensysteme stehen im Fokus der Arbeiten der Abteilung Festkörper-Quantenelektronik (Jochen Mannhart).
In der Abteilung Quanten-Vielteilchensysteme (Walter Metzner) werden elektronische Eigenschaften von Festkörpern berechnet. Im Mittelpunkt des Interesses stehen dabei solche Systeme, bei denen elektronische Korrelationen eine wesentliche Rolle spielen, wie zum Beispiel Kuprate, Manganate und andere Übergangsmetalloxide. Korrelationen können Magnetismus, orbitale oder Ladungsordnung sowie Supraleitung verursachen.
Quantenmechanische Korrelationen in Festkörpern führen im Zusammenspiel mit besonderen Eigenschaften der Kristallstrukturen zu einer Vielfalt neuer elektronischer Phasen mit ungewöhnlichen Eigenschaften. In der Abteilung Quantenmaterialien (Hidenori Takagi) werden diese neuen Phasen insbesondere in Übergangsmetalloxiden und vergleichbaren Verbindungen untersucht.

## Wissenschaftliche Mitglieder
- Ali Alavi
- Bernhard Keimer
- Klaus Kern
- Bettina Lotsch
- Jochen Mannhart
- Walter Metzner
- Hidenori Takagi

## Forschungsgruppen
Seit 2005 wurden insgesamt 13 Forschungsgruppen am Institut eingerichtet:
- Organische Elektronik (Hagen Klauk, seit 2005)[3]
- Ultraschnelle Nanooptik (Markus Lippitz, Juniorprofessur an der Universität Stuttgart, 2006–2014)
- Theorie von Halbleiter-Nanostrukturen (Gabriel Bester, 2007–2014)
- Tunnelspektroskopie an stark korrelierten Elektronensystemen (Peter Wahl, 2009–2014)
- Computergestützte Methoden für Supraleitung (Lilia Boeri, 2009–2013)
- Festkörper-Nanophysik (Jurgen Smet, seit 2011)
- Nanochemie (Bettina Lotsch, 2011–2016)
- Dynamik nanoelektronischer Systeme (Sebastian Loth, Zusammenarbeit mit dem Center for Free-Electron Laser Science, 2011–2018)
- Nanoskalische funktionelle Heterostrukturen (Ionela Vrejoiu, 2012–2015)
- Röntgenspektroskopie an Oxidheterostrukturen (Eva Benckiser, seit 2014)
- Ultraschnelle Festkörperspektroskopie (Stefan Kaiser, Juniorprofessur an der Universität Stuttgart, seit 2014)
- Elektronische Struktur von korrelierten Materialien (Philipp Hansmann, 2015–2018)
- Computergestützte Quantenchemie für Festkörper (Andreas Grüneis, 2015–2018)

## International Max Planck Research School (IMPRS)
Das Institut betreibt seit 2014 gemeinsam mit der Universität Stuttgart die „International Max Planck Research School for Condensed Matter Science“ (IMPRS-CMS). Der Sprecher ist Bernhard Keimer. Die IMPRS-CMS folgt der „IMPRS for Advanced Materials“, die von 2001 bis 2013 gemeinsam mit der Universität Stuttgart und dem MPI für Intelligente Systeme betrieben wurde.

## Max Planck Center (Center mit dem MPI-FKF)
Das Max Planck-EPFL Center for Molecular Nanoscience and Technology ist eine Forschungskooperationen zwischen Wissenschaftlern der Max-Planck-Gesellschaft (MPG) und der Ecole Polytechnique Federale de Lausanne (EPFL), die im Grenzgebiet zwischen Nano- und Biotechnologie neue Materialien erforschen, deren Eigenschaften durch ihre Nanostruktur bestimmt werden.
Das Max Planck-POSTECH/Hsinchu Center for Complex Phase Materials soll physikalische Modelle zum Korrelationsverhalten von Elektronen in komplexen Materialien und Phasenübergängen entwerfen. Beteiligt sind neben der Naturwissenschaftlich-Technischen Universität Pohang (POSTECH) das Max-Planck-Institut für Chemische Physik fester Stoffe, sowie verschiedene Forschungseinrichtungen Taiwans.
Das Max Planck-UBC-UTokyo Center for Quantum Materials bietet ein Forum für interdisziplinäre Zusammenarbeit zwischen Physikern, Chemikern und Materialwissenschaftlern in der Max-Planck-Gesellschaft an der University of British Columbia und der Universität Tokio auf dem Gebiet der Quantenphänomene in komplexen Materialien.

## Emeritierte Wissenschaftliche Mitglieder
- Ole Krogh Andersen (1978–2012)
- Manuel Cardona
- Martin Jansen (1998–2012)
- Klaus von Klitzing (1985–2018)
- Hans-Joachim Queisser (1970–1997)
- Arndt Simon (1974–2010)
- Peter R. Wyder (1984–2001)
- Joachim Maier (1991–2023)

Gründungsdirektor war Ludwig Genzel.

## Infrastruktur
Ende 2023 sind insgesamt etwa 450 Mitarbeiter am Institut tätig, darunter ca. 110 Wissenschaftler, 90 Doktoranden und 70 Gastwissenschaftler.